# Tűzkeresztség (film, 2018)
A Tűzkeresztség (eredeti cím: Trial by Fire) 2018-ban bemutatott amerikai életrajzi filmdráma, amelyet Edward Zwick rendezett. A történet alapjául David Grann „Trial by Fire” című cikke szolgált, amely 2009-ben jelent meg a The New Yorkerben a Willingham kontra Texas állam ügyről. A főbb szerepekben Jack O’Connell, Laura Dern, Emily Meade, Jeff Perry és Jade Pettyjohn látható.
Világpremierje 2018. augusztus 31-én volt a Telluride Filmfesztiválon, a Roadside Attractions forgalmazásában 2019. május 17-én került a mozikba. Magyarországon 2025. május 9-én mutatta be a HBO Max.

## Cselekmény
1991. december 23-án Cameron Todd Willingham arra ébred, hogy háza lángokban áll. Minden igyekezete ellenére Willingham nem tudja megmenteni három lánya életét.
A tárgyaláson John Jackson ügyész elárulja, a tüzet szándékosan okozták, a benzint pentagramma alakban szórták szét, a hűtőszekrényt pedig úgy mozdították el, hogy eltakarja a konyhaajtót. Több tanú Willinghamet erőszakos embernek állítja be. A börtönben fogva tartott egykori cellatársa, Johnny Webb azt vallja, Willingham azt mondta neki, hogy a tüzet szándékosan okozták. Annak ellenére, hogy Willingham és felesége, Stacy tiltakoznak ártatlansága ellen, a férfit halálra ítélik.
A halálsoron töltött ideje alatt Willinghamet többször megverik és fenyegetik a rabok és az őrök, mielőtt biztonsága érdekében magánzárkába juttatja magát. Ott összeomlik, és még mindig az ártatlansága ellen tiltakozik, miközben a Stacyvel töltött életére emlékszik vissza.
Willingham és Stacy kapcsolata bonyolultnak bizonyult; a nő megcsalta őt, a férfi erre erőszakosan reagált, de ők ketten mégis törődtek egymással. Stacy a nagymamája nyomására nem válaszol a Willingham leveleire, aki szerint bűnös.
Willingham egy új ügyvédhez, Reaveshez fordul, azt remélve, sikerül bebizonyítania ártatlanságát. Úgy alkalmazkodik a börtönélethez, hogy engedelmeskedik az erőszakos Daniels őrnek, és összebarátkozik a halálraítélt társával, Ponchai Jamesszel. Ez idő alatt Willingham James segítségével fejleszti szókincsét és íráskészségét. Utóbbi férfit végül kivégzik.
Willingham Reavesnek írt levele végül eljut Elizabeth Gilbert drámaíróhoz, aki szimpatizál az ügyével. Amikor Gilbert meglátogatja a börtönt, megdöbben a férfi nyugodt viselkedésén. A párost összekötik a közös szülői küzdelmek és a gyermekeik iránti szeretet.
Willingham továbbra is elmerül a művészetben és a költészetben, majd összebarátkozik Daniels őrrel. Az őr megkérdőjelezi Willingham bűntudatát, miután látja, hogy a lányairól hallucinál, és elolvassa a Gilbertnek írt leveleit.
Gilbert kérdőre vonja a tanúvallomásokat és Reaves-t, aki hat év alatt nem jutott előbbre az ügyben. Meglátogatja Webbet, az egykori cellatársat. Amikor arról faggatja, John Jackson ügyész lefizette-e őt, hogy hazudjon Willingham vallomásáról, a férfi idegessé válik, és fenyegetőzni kezd.
Willingham kivégzésének időpontját kitűzik, de megtudja, hogy a tanúk közül többen hazudtak a tárgyaláson. Gilbert és Reaves találkozik Dr. Hursttal, aki elárulja, a hűtőszekrényt nem mozdították el, és hogy a tűz nem lehetett gyújtogatás, ahogy azt az esküdteknek mondták, és amire az esküdtszék is következtetett. Ennek ellenére Reaves nem tud fellebbezéssel érvelni, Hurst jelentését viszont figyelmen kívül hagyják.
Webb visszavonja vallomását, de Jackson ezt eltussolja. Stacyre nyomást gyakorolnak, hogy hazudja azt, Willingham bevallotta neki.
Gilbert autóbalesetet szenved, amikor Willinghamet kivégzésre viszik. A nő nincs jelen, amikor megrendítő beszédet mond, amelyből kiderül, mennyit fejlődött a halálsoron töltött ideje alatt. Kéri, hamvait szórják szét a lányai sírjára.
Danielst választják ki a halálos injekció beadására. Stacyvel és Reavesszel együtt könnyes szemmel nézi végig Willingham halálát. Később Gilbert, aki a baleset következtében lebénult, szétszórja Willingham hamvait, a jelenlévő saját gyermekei jelenlétében.
Egy epilógusban és egy híradófelvételben Rick Perry texasi kormányzó tagadja, hogy felelős lenne a halálra ítélt rabok kivégzésének elrendeléséért.

## Szereplők
| Szerep                  | Színész              | Magyar hang       |
| ----------------------- | -------------------- | ----------------- |
| Cameron Todd Willingham | Jack O’Connell       | Előd Álmos        |
| Elizabeth Gilbert       | Laura Dern           | Spilák Klára      |
| Stacy Willingham        | Emily Meade          | Sipos Eszter Anna |
| Reaves                  | David Wilson Barnes  | Czvetkó Sándor    |
| Gerald Hurst            | Jeff Perry           | Máté Gábor        |
| Julie Gilbert           | Jade Pettyjohn       | Kobela Kíra       |
| üvöltő rab              | Joshua Mikel         |                   |
| Daniels                 | Chris Coy            | Karácsonyi Zoltán |
| John Jackson            | Jason Douglas        | Dózsa Zoltán      |
| Ponchai                 | McKinley Belcher III | Markovics Tamás   |
| letartóztató tiszt      | James Healy Jr       |                   |
| Fogg                    | Anthony Reynolds     |                   |
| Marty őrmester          | Chris Shurley        |                   |
| George Gilbert          | Wayne Péré           |                   |
| tűzvédelmi felügyelő    | Carlos Gomez         | Törköly Levente   |

### Magyar változat
- Magyar szöveg: Fuchs Gábor
- Hangmérnök és vágó: Zakar Sándor
- Gyártásvezető: Vigvári Ágnes
- Szinkronrendező: Molnár Kristóf
- Produkciós vezető: Jávor Barbara

A szinkront a Direct Dub Studios készítette el.

## A film készítése
2017. augusztus 8-án bejelentették, hogy Jack O’Connell és Laura Dern szerepelni fognak a Trial by Fire című cikk filmes adaptációjában, amelyet az amerikai újságíró, David Grann írt. Edward Zwick lett kiválasztva rendezőnek. A filmet Zwick Alexander Soros, Allyn Stewart és Kipp Nelson produceri közreműködésével készítette el, a Bedford Falls Company és a Flashlight Films zászlaja alatt.

## Bemutató
A Tűzkeresztség világpremierje a Telluride Filmfesztiválon volt 2018. augusztus 31-én. Nem sokkal később a Roadside Attractions megszerezte a film forgalmazási jogait, és 2019. május 17-re tűzte ki a bemutatót.

## Fogadtatás
A Rotten Tomatoes weboldalon a film 61%-os értékelést kapott 70 kritika alapján, az átlagos értékelése 6,2 pont a 10-ből. Az oldal szöveges összefoglalója szerint: A Tűzkeresztség méltó és szívszorító történetet mesél el, de ezt a jól játszott dramaturgiát aláássa az agresszív manipulatív megközelítés”. A Metacritic oldalán 100-ból 51 pontott kapott (19 kritika alapján), ami „vegyes vagy átlagos értékelést” jelent.